# Nicole Caicedo
Nicole Dayci Caicedo Arce (* 2. September 2000 in Guayaquil) ist eine ecuadorianische Leichtathletin, die sich auf den Sprint und den Hürdenlauf spezialisiert hat. 2023 und 2025 wurde sie Südamerikameisterin im 200-Meter-Lauf und aktuell ist sie Inhaberin des Landesrekordes über 400 Meter.

## Sportliche Laufbahn
Erste internationale Erfahrungen sammelte Nicole Caicedo im Jahr 2017, als sie bei den U18-Weltmeisterschaften in Nairobi im 200-Meter-Lauf im Vorlauf disqualifiziert wurde. Anschließend schied sie bei den Panamerikanischen Juniorenmeisterschaften in Trujillo mit 25,89 s in der ersten Runde über 200 Meter aus und auch im 100-Meter-Hürdenlauf kam sie mit 15,05 s nicht über den Vorlauf hinaus. 2019 gewann sie dann bei den U20-Südamerikameisterschaften in Cali in 24,21 s die Bronzemedaille über 200 Meter und sicherte sich im Hürdensprint in 13,74 s die Silbermedaille. Anschließend schied sie bei den Panamerikanischen Juniorenmeisterschaften in San José mit 13,81 s in der Vorrunde über die Hürden aus. 2021 belegte sie bei den Südamerikameisterschaften in Guayaquil in 24,31 s den sechsten Platz über 200 Meter und wurde auch im Hürdensprint in 13,87 s Sechste. Zudem gewann sie gemeinsam mit Ginger Quintero, Katherine Chillambo und Marizol Landázuri die Bronzemedaille in der 4-mal-100-Meter-Staffel hinter den Teams aus Brasilien und Kolumbien. Mitte Oktober belegte sie bei den U23-Südamerikameisterschaften ebendort in 24,91 s den achten Platz über 200 Meter und gewann über die Hürden in 13,98 s die Silbermedaille hinter der Brasilianerin Ketiley Batista und sicherte sich mit der Staffel in 45,90 s die Silbermedaille hinter Brasilien. Im Dezember gelangte sie bei den erstmals ausgetragenen Panamerikanischen Juniorenspielen in Cali mit 13,88 s auf Rang sechs über die Hürden und gewann in 44,56 s die Bronzemedaille in der 4-mal-100-Meter-Staffel hinter den Teams aus Kolumbien und Brasilien.
2022 gewann sie bei den Juegos Bolivarianos in Valledupar in 54,36 s die Bronzemedaille im 400-Meter-Lauf hinter der Kolumbianerin Evelis Aguilar und Martina Weil aus Chile und mit der 4-mal-400-Meter-Staffel sicherte sie sich in 3:37,84 min die Bronzemedaille hinter den Teams aus Kolumbien und Chile. Auch mit der 4-mal-100-Meter-Staffel gewann sie in 45,55 s die Bronzemedaille hinter Kolumbien und Chile und daraufhin schied sie bei den Weltmeisterschaften in Eugene mit 44,17 s im Vorlauf aus. Ende September siegte sie in 53,91 s über 400 Meter bei den U23-Südamerikameisterschaften in Cascavel und gewann in 44,50 s auch die Goldmedaille in der 4-mal-100-Meter-Staffel. Zudem siegte sie in 3:23,28 min in der Mixed-Staffel und sicherte sich in 3:47,12 min die Silbermedaille in der 4-mal-400-Meter-Staffel hinter dem Team aus Brasilien. Kurz darauf gelangte sie bei den Südamerikaspielen in Asunción mit 23,67 s auf den fünften Platz über 200 Meter und kam mit der 4-mal-100-Meter-Staffel nicht ins Ziel. Mit der 4-mal-400-Meter-Staffel belegte sie in 3:39,87 min den vierten Platz und in der Mixed-Staffel gewann sie in 3:22,27 min gemeinsam mit Alan Minda, Evelin Mercado und Francisco Guerrero die Silbermedaille hinter dem Team aus Brasilien. Im Jahr darauf verbesserte sie mehrmals den ecuadorianischen Landesrekord über 400 Meter. Im Juli siegte sie in 22,81 s über 200 Meter bei den Südamerikameisterschaften in São Paulo und gewann über 400 Meter mit neuem Landesrekord von 51,53 s die Bronzemedaille hinter der Chilenin Martina Weil und Evelis Aguilar aus Kolumbien. Zudem belegte sie mit der 4-mal-400-Meter-Staffel in 3:46,43 min den vierten Platz und gewann in der Mixed-Staffel in 3:24,42 min gemeinsam mit Alan Minda, Anahí Suárez und Francisco Tejeda die Bronzemedaille hinter den Teams aus Kolumbien und Brasilien. Anschließend schied sie bei den Weltmeisterschaften in Budapest mit 23,51 s und 52,82 s jeweils in der ersten Runde über 200 und 400 Meter aus. Ende Oktober gelangte sie bei den Panamerikanischen Spielen in Santiago de Chile mit 3:23,09 min auf den fünften Platz in der Mixed-Staffel. Zudem gewann sie über 400 Meter in 51,76 s die Silbermedaille hinter der Chilenin Weil. Mit der 4-mal-100-Meter-Staffel gelangte sie mit 44,64 s ebenfalls auf Rang vier, wie auch mit der 4-mal-400-Meter-Staffel mit 3:35,76 min. Bei den World Athletics Relays 2024 in Nassau wurde sie in 43,47 s Fünfte im A-Lauf über 4-mal 100 Meter in der 2. Qualifikationsrunde für die Olympischen Spiele und stellte damit einen neuen Landesrekord auf. Kurz darauf gewann sie bei den Ibero-Amerikanischen Meisterschaften in Cuiabá in 51,65 s die Bronzemedaille über 400 Meter hinter der Puerto-Ricanerin Gabby Scott und Anabel Medina aus der Dominikanischen Republik. Zudem gewann sie mit der 4-mal-400-Meter-Staffel in 3:33,71 min die Bronzemedaille hinter den Teams aus Brasilien und Kolumbien. Im August schied sie bei den Olympischen Sommerspielen in Paris mit 23,04 s in der Hoffnungsrunde über 200 Meter aus und wurde über 400 Meter im Vorlauf disqualifiziert.
2025 siegte sie in 23,07 s über 200 Meter bei den Südamerikameisterschaften in Mar del Plata und gewann über 400 Meter in 53,05 s die Bronzemedaille über 400 Meter hinter der Chilenin Martina Weil und Evelis Aguilar aus Kolumbien. Mit der 4-mal-400-Meter-Staffel belegte sie in 3:42,29 min den vierten Platz und gewann mit der 4-mal-100-Meter-Staffel in 45,04 s die Silbermedaille hinter dem brasilianischen Team.
2021 wurde Caicedo ecuadorianische Meisterin im 100-Meter-Lauf und über 100 Meter Hürden. 2024 wurde sie Landesmeisterin über 200 und 400 Meter.

## Persönliche Bestzeiten
- 100 Meter: 11,84 s (+0,8 m/s), 16. April 2022 in Guayaquil
- 200 Meter: 22,81 s (+1,0 m/s), 30. Juli 2023 in São Paulo
- 400 Meter: 51,53 s, 29. Juli 2023 in São Paulo (ecuadorianischer Rekord)
- 100 m Hürden: 13,79 s (+0,5 m/s), 5. Juli 2018 in Cuenca